# لائورا مائیستگی
لائورا مائیستگی (اسپانیایی: Laura Maiztegui‎؛ زادهٔ ۲۱ سپتامبر ۱۹۷۸) بازیکن هاکی روی چمن اهل آرژانتین است.
وی در مسابقات کشوری و بین‌المللی در مجموع برندهٔ ۲ مدال طلا، ۲ مدال نقره شده‌است.